# Euphorbia heldreichii
Euphorbia heldreichii là một loài thực vật có hoa trong họ Đại kích. Loài này được Orph. ex Boiss. mô tả khoa học đầu tiên năm 1859.